# گرم‌دشت حاره‌ای دشت‌های ویکتوریا
گرم‌دشت حاره‌ای دشت‌های ویکتوریا (انگلیسی: Victoria Plains tropical savanna) بوم‌ناحیه‌ای از نوع علفزارها، گرم‌دشت‌ها و درختچه‌زارهای حاره‌ای و جنب‌حاره‌ای است که در شمال غربی استرالیا قرار دارد.

## اقلیم
این بوم‌ناحیه دارای اقلیم گرم‌دشت حاره‌ای است. میانگین حداکثر دمای ماهانه بین ۲۵ تا ۳۵ درجه سلسیوس (۷۷ تا ۹۵ درجه فارنهایت) است. باران‌های موسمی یک فصل مرطوب تابستانی را بین نوامبر و مارس به ارمغان می‌آورد. فصل خشک برای بقیه سال ادامه دارد و تقریباً بدون باران است. بارندگی به‌طور کلی از شمال به جنوب کمتر شده و از ۱۲۰۰ میلی‌متر در سال در شمال تا ۶۰۰ میلی‌متر در سال در جنوب کاهش می‌یابد. برخی از مناطق محلی در کوهستان بارندگی بیشتری را تجربه می‌کنند.